# Élections législatives françaises de 1946
Ne doit pas être confondu avec Élections constituantes françaises de 1946.
Les élections législatives se déroulent le 10 novembre 1946 et sont les premières de la IVe République nouvellement instaurée.

## Mode de scrutin
Un nouveau mode de scrutin est adopté par la seconde Assemblée constituante par la loi du 5 octobre 1946. Les élections ont lieu au scrutin proportionnel plurinominal suivant la règle de la plus forte moyenne dans le cadre départemental. Les départements de plus de 10 sièges sont divisés en plusieurs circonscriptions de 4 à 10 sièges. En Algérie et dans les territoires d'outre-mer administrés par la France, les circonscriptions et le nombre de sièges par circonscription sont fixés par la loi électorale. Il y a 618 sièges à pourvoir.
Le vote préférentiel est admis selon les modalités suivantes :
- L'électeur peut annoter à la main l'ordre des candidats de la liste pour laquelle il vote.
- Si moins de la moitié des électeurs d'une liste ont annoté un ordre des candidats, les sièges sont attribués selon l'ordre de présentation de la liste.
- Si plus de la moitié des électeurs d'une liste ont annoté un ordre des candidats, les sièges sont attribués selon l'ordre défini par les électeurs. Le premier siège est attribué au candidat qui a été le plus de fois placé en tête, le deuxième siège est attribué au candidat restant qui a été le plus de fois placé en tête ou en deuxième position, et ainsi de suite[1].

## Résultats
|                          |                                                       |            |       |      |        |               |  |  |  |
| Parti                    | Parti                                                 | Voix       | %     | +/-  | Sièges | +/-           |  |  |  |
|                          | Parti communiste français (PCF)                       | 5 351 926  | 27,85 | 0,2  | 171    | 25            |  |  |  |
|                          | Mouvement républicain populaire (MRP)                 | 4 988 609  | 25,96 | 4,3  | 162    | 4             |  |  |  |
|                          | Section française de l'Internationale ouvrière (SFIO) | 3 433 901  | 17,87 | 2,3  | 102    | 25            |  |  |  |
|                          | Rassemblement des gauches républicaines (RGR)         | 2 136 132  | 11,12 | 1,1  | 42     | 11            |  |  |  |
|                          | Parti républicain de la liberté (PRL)                 | 907 444    | 4,72  | 2,8  | 34     | 2             |  |  |  |
|                          | Divers droite (DVD)                                   | 900 499    | 4,69  | Nv   | 0      | Nv            |  |  |  |
|                          | Union gaulliste                                       | 585 430    | 3,05  | Nv   | 9      | en stagnation |  |  |  |
|                          | Républicains indépendants (RI)                        | 462 297    | 2,41  | Nv   | 21     | en stagnation |  |  |  |
|                          | Parti paysan d'union sociale (PPUS)                   | 216 773    | 1,13  | 0,3  | 8      | en stagnation |  |  |  |
|                          | Divers                                                | 94 533     | 0,49  | 0,5  | 0      | 2             |  |  |  |
|                          | Union progressiste (UP)                               | 78 667     | 0,41  | Nv   | 11     | en stagnation |  |  |  |
|                          | Parti communiste internationaliste (PCI-SFQI)         | 59 824     | 0,31  | 0,08 | 0      | en stagnation |  |  |  |
|                          |                                                       |            |       |      |        |               |  |  |  |
| Suffrages exprimés       | Suffrages exprimés                                    | 19 203 070 | 98,15 |      |        |               |  |  |  |
| Votes blancs et nuls     | Votes blancs et nuls                                  | 362 627    | 1,85  |      |        |               |  |  |  |
| Total                    | Total                                                 | 19 565 697 | 78,10 | -    | 560    | en stagnation |  |  |  |
| Abstentions              | Abstentions                                           | 5 486 536  | 21,90 |      |        |               |  |  |  |
| Inscrits / participation | Inscrits / participation                              | 25 052 233 | 78,10 |      |        |               |  |  |  |

## Analyse
Les élections sont marquées par une victoire sans précédent du Parti communiste : avec 28,3 % des suffrages exprimés, le PCF enregistre le meilleur score de son histoire et emporte 182 sièges, soit près d'un tiers des effectifs de l'Assemblée nationale.
Le MRP perd des électeurs mais reste tout de même le deuxième parti de l'assemblée, loin devant la SFIO qui supporte de moins en moins bien la concurrence communiste : elle perd 26 sièges (et ce malgré l'augmentation du nombre total de sièges à pourvoir) et plus de 750 000 électeurs. Le RGR reste stable, tout comme la droite, et l'Union gaulliste, mal organisée, ne pourra entrer au Parlement, et ce malgré le prestige du Général, affaibli par la promulgation du nouveau traité constitutionnel qui avait rencontré sa franche opposition.
Malgré une indiscutable prépondérance des 3 partis dominants, les groupes parlementaires ont tendance à se multiplier et l'opposition est de plus en plus hétéroclite.
Il y a 6,8 % de femmes députées.

## Groupes parlementaires
| Groupe parlementaire                      | Groupe parlementaire                      | Groupe parlementaire                                                        | Députés                                   | Députés                                   | Députés |  |
| Groupe parlementaire                      | Groupe parlementaire                      | Groupe parlementaire                                                        | Membres                                   | Apparentés                                | Total   |  |
| ----------------------------------------- | ----------------------------------------- | --------------------------------------------------------------------------- | ----------------------------------------- | ----------------------------------------- | ------- |  |
|                                           | PCF                                       | Communistes                                                                 | 182                                       | 0                                         | 182     |  |
|                                           | MRP & RAPS                                | Mouvement républicain populaire et Républicain d'action paysanne et sociale | 170                                       | 3                                         | 173     |  |
|                                           | SFIO                                      | Section française de l'Internationale ouvrière                              | 101                                       | 0                                         | 101     |  |
|                                           | RRRS                                      | Républicain radical et radical-socialiste                                   | 43                                        | 0                                         | 43      |  |
|                                           | PRL                                       | Parti républicain de la liberté                                             | 35                                        | 3                                         | 38      |  |
|                                           | RI                                        | Républicains indépendants                                                   | 27                                        | 1                                         | 28      |  |
|                                           | UDSR                                      | Union démocratique et socialiste de la Résistance                           | 23                                        | 3                                         | 26      |  |
|                                           | MIDFA                                     | Musulman indépendant pour la défense du fédéralisme algérien                | 8                                         | 0                                         | 8       |  |
|                                           |                                           |                                                                             |                                           |                                           |         |  |
| Total de députés membre de groupes        | Total de députés membre de groupes        | Total de députés membre de groupes                                          | Total de députés membre de groupes        | Total de députés membre de groupes        | 598     |  |
|                                           | Députés non-inscrits                      | Députés non-inscrits                                                        | Députés non-inscrits                      | Députés non-inscrits                      | 20      |  |
|                                           |                                           |                                                                             |                                           |                                           |         |  |
| Total des sièges pourvus                  | Total des sièges pourvus                  | Total des sièges pourvus                                                    | Total des sièges pourvus                  | Total des sièges pourvus                  | 618     |  |
| Total des sièges vacants et non attribués | Total des sièges vacants et non attribués | Total des sièges vacants et non attribués                                   | Total des sièges vacants et non attribués | Total des sièges vacants et non attribués | 1       |  |